# Златни бодеж
 Златни бодеж  (енгл. Gold Dagger) је књижевна награда коју од 1960. године додељује Удружење писаца криминалистике  Уједињеног Краљевства, за најбољи криминалистички роман године. Од 1955. до 1959. године, удружење је награду додељивало под називом Укрштене црвене харинге (енгл. Crossed Red Herring). Награда се додељује у неколико категорија, а однедавно њени добитници нису само писци на енглеском, већ и аутори изван англосаксонског говорног подручја.

## Историја
Удружење писаца криминалистике, почело је да додељује књижевну награду за најбољи криминалистички роман године под именом Укрштене црвене харинге 1955. године (мање од две године након оснивања). Назив награде је промењен 1960. године у Златни бодеж а временом су додате и друге награде које у свом имену носе назив бодеж. Временом се број „бодежа” повећавао (повремено и смањивао) а награђени романи постали су синоним за квалитетно писање. Од 1969. до 2005. године другопласираном је додељиванa награда Сребрни бодеж. У част новим истакнутим ауторима креирана је 1973. године награда Бодеж Џона Крејсија (Нова крв)  (енгл. John Creasey (New Blood) Dagger). Године 1978. установљен је  Златни бодеж за криминалистичку не-фантастику  (енгл. Gold Dagger for Non-Fiction) како би се наградили аутори романа који су за тему имали стварне догађаје, злочине. Веома цењена награда за животно дело уведена је 1986. године, као Дијамантски бодеж. Бодеж кратке приче (енгл. Short Story Dagger) додељује се од 1995. године, где су представљани многи познати аутори у овом компактном формату. У циљу подстицања нових талената од 1998. године успостављена је награда Дебитантски бодеж (енгл. Debut Dagger) за писце који нису имали објављена дела. Челични бодеж Јана Флеминга (енгл. Ian Fleming Steel Dagger) је награда за најбољи шпијунски, психолошки или авантуристички трилер роман, уведена 2002. Награда Бодеж у библиотеци (енгл. Dagger in the Library), поново је уведена 2002. након петогодишње паузе, и додељује се писцу кога су номиновали корисници библиотека а изабрала комисија састављена од библиотекара. За прославу златног јубилеја Златног бодежа, Удружење писаца криминалистике је 2005. године гласањем чланова доделило Бодеж бодежа (енгл. Dagger of Daggers), награду најбољег од најбољих, роману Шпијун који је дошао са хладноће, Џона ле Кареа (енгл. The Spy Who Came In From The Cold by John le Carré), добитника Златног бодежа из 1963. године. Награда Међународни бодеж (енгл. International Dagger), која је установљен за дела која нису написана на енглеском језику, одвојена је од Златног бодежа и додељивана од 2006. године да би 2019. такмичење било угашено  и пребачено у Бодеж за превеод криминалистичке фантастике (енгл. Dagger for Crime Fiction in Translation).

## Остале награде бодежа
Поред престижне награде Златни бодеж, Удружење писаца криминалистике додељује још неколико награда - „бодежа”.
- Дијамантски бодеж  (енгл. Diamond Dagger) – Најпрестижнији „бодеж”, награђује за животни допринос у писању криминалистичких романа на енглеском језику.[6]
- Худанит бодеж [I] – Награда за детективску причу у којој је фокус на загонетки о томе ко је починио злочин.
- Уврнути бодеж  (енгл. Twisted Dagger) – Уврнути бодеж награђује психолошке трилере, мрачне и уврнуте приче које често садрже поремећене емоције и „здраву дозу моралне двосмислености”.[6]
- Челични бодеж Јана Флеминга  (енгл. Ian Fleming Steel Dagger) – Награда за најбољи шпијунски, психолошки или авантуристички трилер роман.[6]
- Бодеж Џона Крејсија (Нова крв)  (енгл. ILP John Creasey (New Blood) Dagger) – Додељује се за најбољи криминалистички роман аутора било које националности, који је први пут објављен у Уједињеном Краљевству на енглеском језику.[6]
- Златни бодеж за криминалистичку не-фантастику  (енгл. ALCS Gold Dagger for Non-Fiction) – Награда за ауторе романа који су за тему имали стварне догађаје−злочине.[6]
- Бодеж за превеод криминалистичке фантастике  (енгл. Dagger for Crime Fiction in Translation) – Овај „бодеж” се додељује криминалистичком роману, жанра криминалистичке фантастике који није оригинално написан на енглеском а преведен је на енглески језик за објављивање у Уједињеном Краљевству током периода избора за награду.[6]
- Бодеж кратке приче  (енгл. Short Story Dagger) – Додељује се најбољој криминалистичкој краткој причи године објављеној или емитованој у Уједињеном Краљевству.[6]
- Бодеж за најбољег издавача криманилистике и мистерије  (енгл. Dagger for the Best Crime & Mystery Publisher) –  Познатији као „Бодеж издавача“ (енгл. Publisher’s Dagger), додељује се најбољем издавачу за њихов допринос жанру током целе године.[6]
- Дебитантски бодеж [II] – Награда на међународном конкурсу отвореном за све писце који пишу на енглеском језику, који нису имали објављена дело у области криминалистичких роман било ког поджанра.[6]
- Бодеж у библиотеци  (енгл. Dagger in the Library) – Овај бодеж је намењенем писцима чије је дело популарно међу корисницима библиотека, и додељује се за укупан ауторски рад.[6]